# Ensemble pour la Serbie
Ensemble pour la Serbie (serbe : Заједно за Србију ; Zajedno za Srbiju ; ZZS) était un parti politique écologiste de centre gauche en Serbie. Formé par Dušan Petrović en 2012, il a fusionné avec d'autres partis de gauche écologiste le 11 juin 2022 pour former le parti Ensemble.

## Histoire
Le parti est créé par une scission du Parti démocrate en raison d'un conflit interne à la suite de la défaite du parti aux élections de 2012. 7 députés quittent le parti et ont fondent en 2012 le groupe parlementaire "Ensemble pour la Serbie". Son chef est l'ancien ministre Dušan Petrović. Ensemble pour la Serbie est fondé et enregistré en tant que parti le 25 février 2013.[réf. nécessaire]
Aux élections de 2014, ZZS se présente en coalition avec la scission du Parti démocrate dirigée par son ancien dirigeant, le Nouveau parti démocrate de Boris Tadić et avec le parti Vert . L'alliance récolte 5,9% des suffrages exprimés et obtient 18 sièges a l'assemblée nationale, dont seulement 2 reviennent à Ensemble pour la Serbie.
Aux élections de 2016, ZZS quitte l'alliance de Boris Tadić pour rejoindre celle dirigée par le Parti démocrate. La liste électorale ne récolte que 6,2% des suffrages et 16 sièges à l'Assemblée; dont seulement 1 revient à ZZS
En 2018, le Parti est l'un des membres fondateurs de la grande coalition d'opposition Alliance pour la Serbie (SzS),,. En février 2019, l'alliance, conjointement avec la grande majorité des forces politiques d'opposition, annonce son boycott des élections législatives serbes de 2020 si elles ne sont pas libres et équitables . En mai 2019, ZZS forme une alliance avec le Parti démocrate (DS) et le parti social-démocrate de Tadić, ce qui conduit a son exclusion de l'Alliance pour la Serbie le 23 février 2020 .
En juin 2021 le chef du ZZS, Nebojša Zelenović, annonce la formation de la Plateforme civique Action, un groupe de 28 organisations écologistes. Plus tard, lors des manifestations écologistes serbes de 2021-2022, Zelenović, Dobrica Veselinović, dirigeant de Ne laisse pas tomber Belgrade et Aleksandar Jovanović Ćuta, dirigeant du Soulèvement écologique, annoncent la formation d'une liste commune pour les élections législatives et municipales de 2022,. La formation, nommée Moramo est concrétisée le 19 janvier 2022. Elle obtient 4,84% des voix et 13 sièges de députés aux élections législatives, dont 4 reviennent à Ensemble pour la Serbie. À la suite des élections, le 11 juin 2022, ZZS fusionne avec d'autres partis membres de Moramo, notamment Soulèvement écologique et Assemblée de la Serbie libre pour former Ensemble.

## Résultats électoraux

### Élections législatives
| Année | Nombre de voix        | % des suffrages exprimés | Nombre de sièges | Coalition                 |
| ----- | --------------------- | ------------------------ | ---------------- | ------------------------- |
| 2014  | 204 767 (coalition)   | 5,70 % (coalition)       | 2 / 250          | Avec NDS - Z - LSV        |
| 2016  | 227 589 (coalition)   | 6,02 % (coalition)       | 1 / 250          | Avec DS - NS - DSHV - ZZŠ |
| 2020  | Boycott des élections | Boycott des élections    | 0 / 250          |                           |
| 2022  | 178 733 (coalition)   | 4,84 % (coalition)       | 4 / 250          | Moramo                    |

### Élection présidentielle
| Année électorale | Candidat supporté | 1er tour       | 1er tour        |
| Année électorale | Candidat supporté | Nombre de voix | % des suffrages |
| ---------------- | ----------------- | -------------- | --------------- |
| 2017             | Vuk Jeremic       | 206 676        | 5,75 %          |
| 2022             | Biljana Stojkovic | 122 378        | 3,30%           |